# معادلة باركلاند

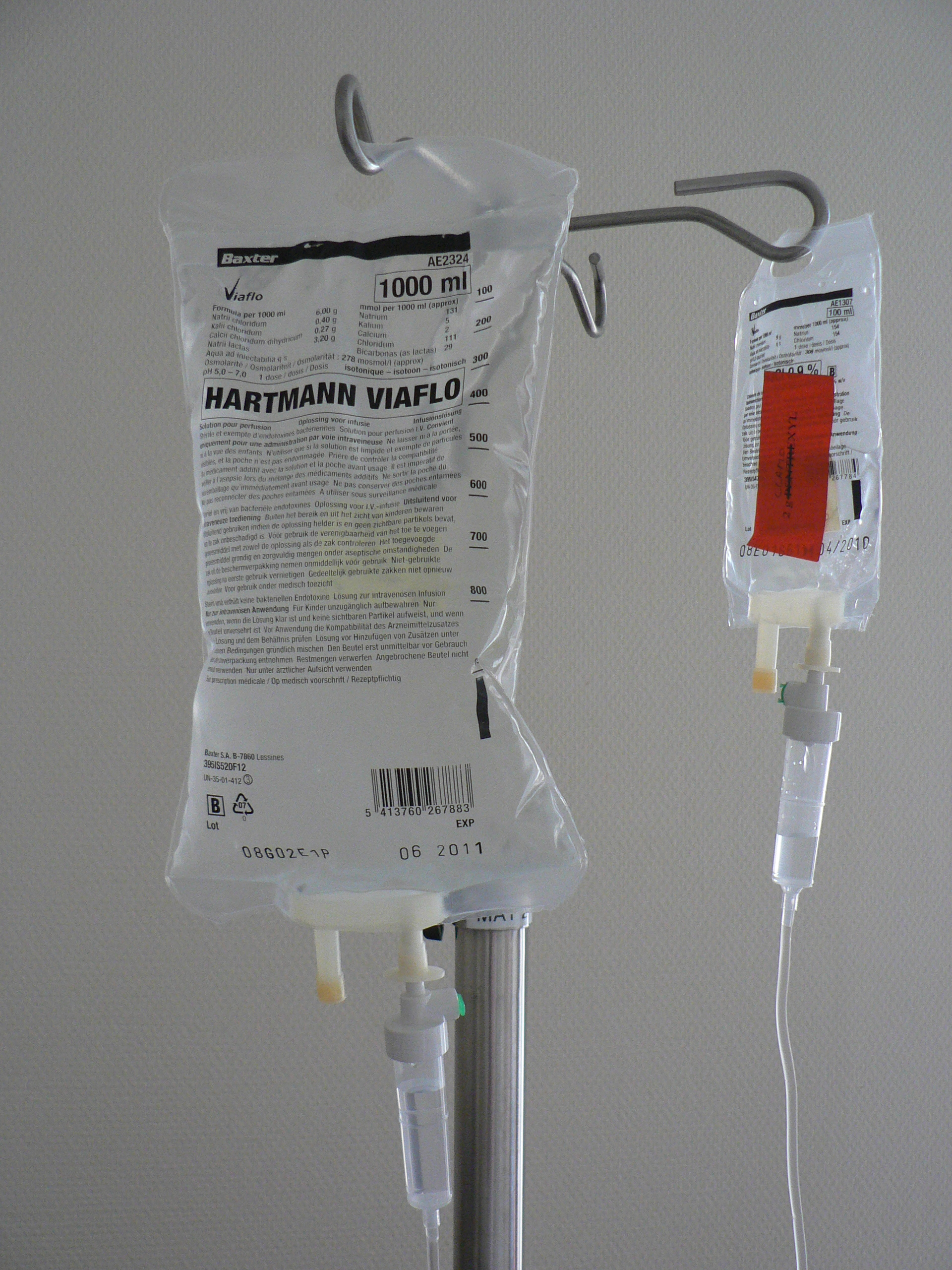

معادلة باركلاند أو صيغة باركلاند (بالإنجليزية: Parkland formula)‏ وتعرف أيضا باسم معادلة باكستر (بالإنجليزية: Baxter formula)‏ هي عبارة عن صيغة للحروق تم تطويرها من قبل الدكتور تشارلز آر. باكستر، وتستخدم لتقدير كمية السوائل البديلة المطلوب إعطاؤها لمرضى الحروق خلال الـ 24 ساعة الأولى، وذلك لضمان بقاء استقرار ديناميكا الدم، وتكون كمية السوائل المطلوبة خلال الـ 24 ساعة الأولى (عادة في شكل محلول رينغر اللاكتاتي) أربعة أضعاف ناتج وزن الجسم مع نسبة الحرق (أي منطقة سطح الجسم المتأثرة بالحروق). يتم إعطاء النصف الأول من السائل في غضون 8 ساعات من حدوث الحرق، والباقي على مدار الـ 16 ساعة القادمة، ويؤخذ في الاعتبار فقط المساحة المتضررة بحروق من الدرجة الثانية أو أكثر، وليس حروق الدرجة الأولى.
يتم التعبير عن صيغة باركلاند رياضياً على النحو التالي:
ح = 4 ٭ و ٭ (م%)
حيث (و) وزن الجسم بالكيلوجرام (كجم)، و (م) مساحة المنطقة المصابة كنسبة مئوية من إجمالي مساحة سطح الجسم، و (ح) حجم السائل المطلوب بالملليلتر (مل). على سبيل المثال يحتاج الشخص الذي يزن 75 كيلوجرام ولديه حروق تُمثل 20٪ من مساحة سطح جسمه إلى 4 × 75 × 20 = 6000 مل لاستبدال السوائل في غضون 24 ساعة. يتم إعطاء النصف الأول من هذه الكمية خلال 8 ساعات من حدوث الحرق، ويتم إعطاء المتبقي في الساعات الـ 16 المقبلة.
يمكن تقدير النسبة المئوية للحرق عند البالغين من خلال تطبيق قانون التسعة لوالس
(انظر إجمالي مساحة سطح الجسم): 9٪ لكل ذراع، و 18٪ لكل ساق، و 18٪ للجزء الأمامي من الجذع، و 18٪ للجزء الخلفي من الجذع، و 9 ٪ للرأس و 1 ٪ للعجان.